# X (przedsiębiorstwo)
X – amerykański półtajny ośrodek badawczo-rozwojowy założony przez Google w styczniu 2010 r. Jako Google X, działa jako spółka zależna od Alphabet Inc. Firma X ma siedzibę w odległości około pół mili od siedziby przedsiębiorstwa Google, Googleplex, w Mountain View w Kalifornii.
Praca w przedsiębiorstwie X jest nadzorowana przez przedsiębiorcę Astro Tellera, dyrektora generalnego i kapitana "Moonshots". Laboratorium zaczęło się od opracowania samojeżdżącego samochodu Google.

## Projekty
Chociaż projekty X są często określane jako "moonshots" wewnątrz przedsiębiorstwa, nie wszystkie tak opisane "moonshoty" należą do X. Na przykład Calico, projekt wydłużania życia Google, jest uważany za "moonshot", ale nie należy do X.
W połowie 2014 r. Google stwierdziło, że w X. zostało opracowanych osiem projektów. Począwszy od 2014 r., projekty X, które zostały ujawnione to Wing, Glass, Loon i Waymo.

### Waymo
Waymo był projektem Google, który dotyczył rozwijania technologii dla autonomicznych samochodów. W grudniu 2016 r. przedsiębiorstwo Google przenioso projekt na nowe przedsiębiorstwo o firmie Waymo. Projekt prowadził inżynier Google, Sebastian Thrun, dyrektor Laboratorium Sztucznej Inteligencji Stanford i współtwórca Google Street View. Zespół Thrun w Stanford stworzył roboty pojazd Stanley, który wygrał Grand Prix DARPA w 2005 r. i nagrodę w wysokości 2 milionów dolarów z Departamentu Obrony Stanów Zjednoczonych. Zespół opracowujący system składa się z 15 inżynierów pracujących dla Google, w tym Chrisa Urmsona, Mike'a Montemerlo i Anthony'ego Levandowskiego, którzy pracowali nad wieloma wyzwaniami DARPA i Urban Challenges.
Stan USA w stanie Nevada przeszedł w czerwcu 2011 r. ustawę o prowadzenie samochodów bez kierowców w Nevadzie. Przedsiębiorstwo Google prowadziła lobbing w zakresie autonomicznych aut. Licencja została wydana Toyocie Prius zmodyfikowanej przy użyciu eksperymentalnych autonomicznych technologii Google. Począwszy od marca 2016 r. przedsiębiorstwo Google testowała flotę pojazdów, w trybie autonomicznym, łącznie 1.498.214 mil (2.411.142 km).

### Loon
Projekt Loon jest projektem, który ma na celu udostępnienie dostępu do internetu wszystkim tworząc internetową sieć balonów latających w stratosferze. Wykorzystuje ona routery bezprzewodowe w balonach, które są powyżej atmosfery i planuje udostępnić dostęp do internetu tym, którzy nie mogą do niego docierać lub potrzebują pomocy.

### Wing
Projekt Wing to projekt za pomocą którego Google miałoby szybko dostarczać produkty w mieście za pomocą pojazdów latających (podobnych do koncepcji Amazon Prime Air). W czasie ogłoszenia w dniu 28 sierpnia 2014 r. przedsiębiorstwo Google było już w fazie rozwoju projektu przez około dwa lata. W Australii przeprowadzane były testy na całą skalę. Założeniem projektu jest, aby maszyny przewozowe startowały pionowo, a następnie obracały się do pozycji poziomej by odlecieć w stronę celu. Gdy do niego dotrze, opuszcza paczki w dół. Pod koniec łańcucha, którym towar jest opuszczany, znajdują się czujniki, które wykrywają, że paczka uderzyła w ziemię, oderwała się od maszyny i jest wciągana do wnętrza pojazdu. Zrzucanie ładunku lub lądowanie okazały się niewykonalne, gdyż zostałyby złamane zasady bezpieczeństwa.

### Glass
Projekt Glass jest programem badawczo-rozwojowym przedsiębiorstwa Google w celu opracowania wyświetlacza w formie okularów wykorzystującego rzeczywistość rozszerzoną. Celem projektowym produktów z serii Project Glass byłaby bezpłatna prezentacja informacji obecnie dostępnych dla większości użytkowników smartfonów i umożliwienie interakcji z Internetem za pomocą poleceń głosowych w języku naturalnym. Jedno Google Glass kosztowało 1500 USD. po fali krytyki, głównie dot. bezpieczeństwa, Google wycofało produkt i przygotowało nowy, dostępny jedynie dla firm.

### Barge
W październiku 2013 r. ujawniono istnienie czterech barek Google, ze statkami zarejestrowanymi pod firmą-manekinem "By And Large". Dwie z barek mają nadbudowę, której konstrukcja została zachowana pod bardzo dużą tajemnicą, podczas gdy spekulacje wskazują, że mogły być używane w celach marketingowych dla Google Glass. Inni sugerowali, że mogą być wykorzystywane jako pływające centrum danych.

### Ukończone projekty
- W dniu 16 stycznia 2014 r. Google ogłosiło inteligentną soczewkę kontaktową Google, której celem jest pomaganie osobom cierpiącym na cukrzycę. Urządzenie stale monitoruje poziom glukozy we łzach[29]. Ten projekt, a także projekt nanodiagnostyki[30], dotyczący opracowania pigułki do wykrywania raka i innych działań związanych z naukami przyrodniczymi, są obecnie realizowane przez Verily[31].
- Google Brain jest obecnie projektem badawczym, który rozpoczął się jako projekt X. Postrzegany jako jeden z największych sukcesów[32]. Astro Teller uznał, że ten jeden projekt wygenerował wystarczająco dużo wartości dla Google, aby pokryć koszty całkowite X[33].
- Waymo – samochód autonomiczny

### Inne projekty
- Sieć rzeczy, sposób łączenia rzeczywistych obiektów z Internetem[5].
- Długotrwałe baterie smartfona[34].

Projekty, które X rozpatrzyło i odrzuciło, obejmują windę kosmiczną, która została uznana za obecnie niemożliwą do zrealizowania, latającą deskę, która była zdecydowanie zbyt kosztowna w stosunku do korzyści społecznych, uważana za zbyt głośną i marnotrawiącą energię i teleportację, która okazała się naruszać prawa fizyki.

## Podejście
W lutym 2016 roku Astro Teller, X "Kapitan Moonshots", przeprowadził wystąpienie na TED, w którym opisał podejście X do projektów. Nietypowe cechy podejścia obejmowały nieustannie próby znalezienia powodów, które pomogą wyeliminować opracowywane projekty, i nagradzanie personelu, gdy projekty zostały zlikwidowane z powodu niepowodzenia.

## Spółki zależne
Wiele przedsiębiorstw zostało pozyskanych i połączonych z X, obejmujących różnorodne branże, takie jak turbiny wiatrowe, robotyka, sztuczna inteligencja, roboty humanoidalne, robotyzowane ramiona i wizja komputerowa. W roku 2013 X nabyła przedsiębiorstwo Makani Power, które rozwija skrzydła mocowane / latawce z zamontowanymi turbinami wiatrowymi w celu uzyskania tanich energii ze źródeł odnawialnych. W 2014 r. przejęła przedsiębiorstwo zajmujące się projektowaniem produktów i inżynierii mechanicznej Gecko Design, której wcześniejsze produkty to tracker działań Fitbit i tanie komputery. Od roku 2015 przedsiębiorstwo X przejęła: Redwood Robotics, Meka Robotics, Boston Dynamics i Jetpac.

## Kampus
Reporter z Bloomberg Businessweek odwiedził Kampus X. w 2013 r. i określił go jako "zwykłe dwupiętrowe budynki z czerwonej cegły około pół mili od głównego kampusu Google".